# 東武ED5010形電気機関車

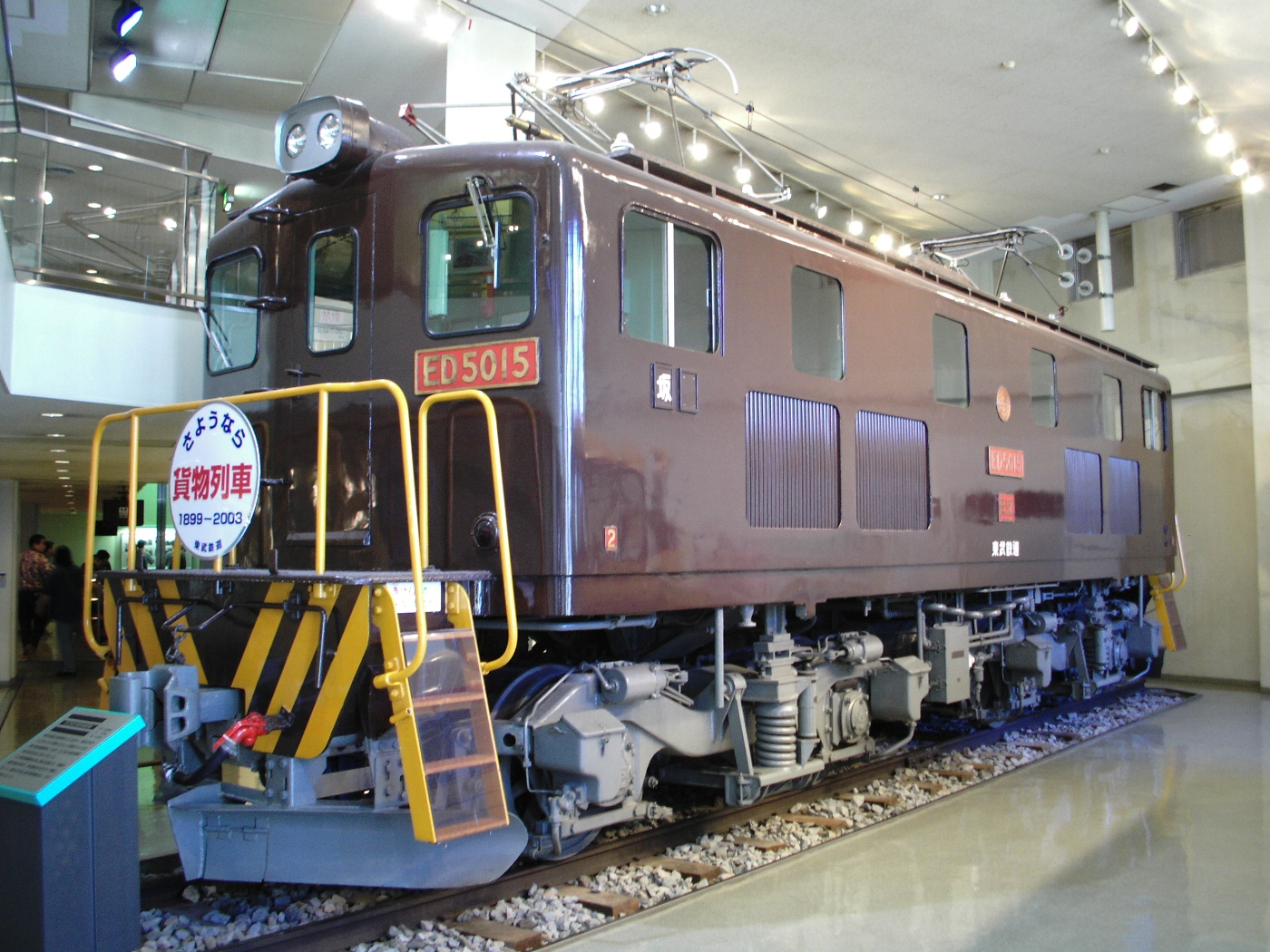
ED5015 東武博物館にて

ED5010形は、かつて東武鉄道に在籍した貨物用電気機関車である。
本項では、同時期に登場したED5050形についても記述する。

## ED5010形

### 経緯
東武鉄道では、長らく蒸気機関車を貨物輸送の主力としていたが、1955年に貨物列車電化計画が決まり、自社発注の電気機関車が順次、増備されていった。ED5010は、先のED5000形を基本に日立製作所で製造されたもので、1957年7月から1962年7月にかけ、4回に渡って14両が製造されている。ED5000形よりも車長は短い。なお、製造時期によって細部に差異が見られる。

### 特徴
1次量産型と2次量産型とに分かれているが、大きな特徴は、車体台枠が覗いている点である。いずれも茶色塗装、デッキ付で、デッキは黄色塗装で正面にはゼブラ模様が施されている。なお前照灯は後にシールドビーム2灯化された。

### 1次量産型
ED5011 - ED5015が該当する。外見上の特徴は、車体側面のベンチレーターが4個取り付けられている点である。正面窓は、3つで、ほぼ同じ大きさ、同じ位置になっている。
全機が、東上線用として、坂戸機関区に配置されたが、ED5011は後に杉戸機関区に転属となった。

### 2次量産型
ED5016 - ED5024がこれに該当する。外見上の特徴は、車体側面のベンチレーターが2個取り付けられていることである。正面窓は、乗務員扉の窓が少し下寄りになっている。
当初は全機が杉戸機関区に配置されていたが、ED5016、ED5017は後に坂戸機関区に転属となった。

### 廃車
日本国有鉄道の貨物削減や自社の貨物削減等により、廃車が早かった。ED5011は1984年1月末（昭和59年ダイヤ改正の前日）に、東上線では貨物列車廃止に伴い、2両（ED5014・ED5015）が1984年9月11日に、2両（ED5012・ED5013）が1986年3月29日に廃車となった。
さらに6両（ED5016 - ED5021）が1986年10月31日に廃車、残る3両（ED5022 - ED5024）も杉戸機関区の廃止に伴い、1987年に廃車となり、形式消滅した。

### 保存車両
2両が保存されている。

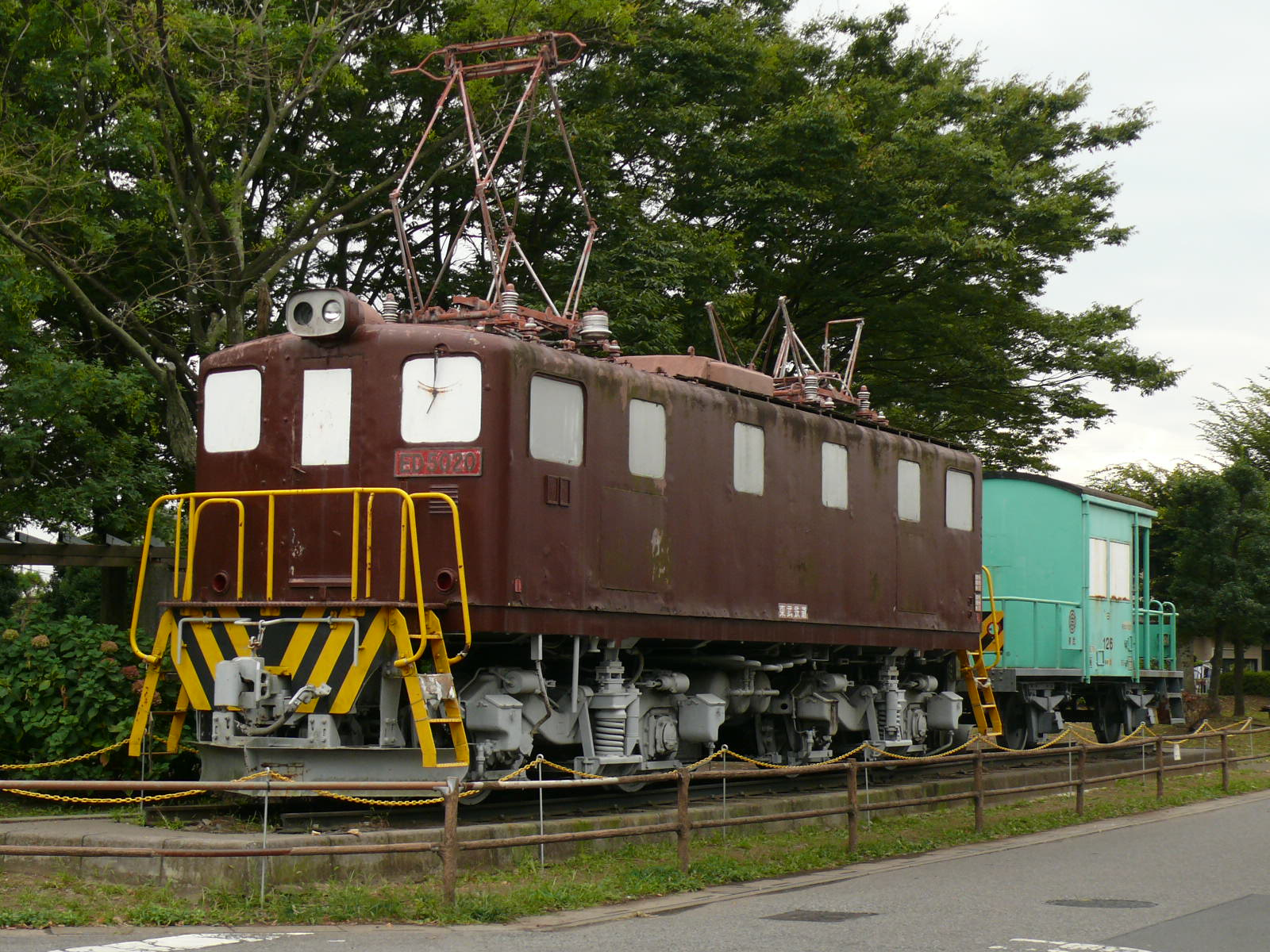
埼玉県杉戸町の公園に保存されているED5020（2009年撮影）

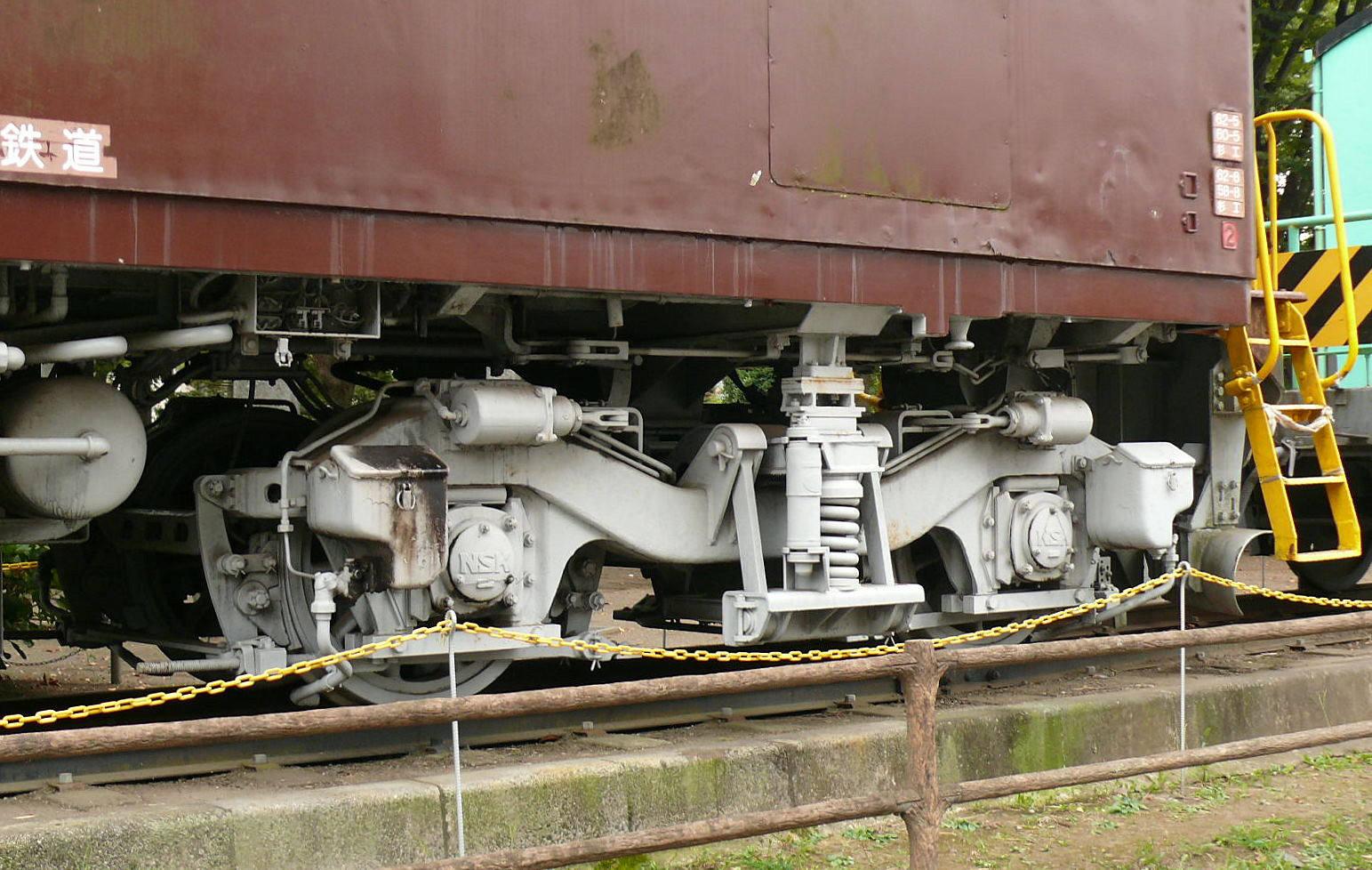
ED5020のDTH57形台車
（2009年撮影）

東上線で使用されていたED5014とED5015は廃車後、杉戸倉庫に留置された。ED5014は1985年に解体されたが、ED5015は再塗装等の整備が行われ、東武博物館に展示されている。2003年の東武での貨物輸送終了後は、貨物列車のさよなら運転時に使用されたヘッドマークが取り付けられている。
ED5020は廃車後、埼玉県杉戸町に譲渡され、杉戸高野台の公園内にヨ126と連結した姿で保存されているが、状態は悪く窓は全てトタンでふさがれている。

### 性能諸元
- 全長：12,000mm
- 全幅：2,740mm
- 全高：3,995mm
- 重量：45.5t
- 電気方式：直流1500V（架空電車線方式）
- 軸配置：B-B
- 台車形式：DTH57
- 主電動機：MT40形×4基
- 歯車比：17:72=1:4.24
- 1時間定格出力：568kW
- 1時間定格引張力：5280kg
- 1時間定格速度：39.0km/h
- 最高運転速度：
- 動力伝達方式：1段歯車減速、吊り掛け式
- 制御方式：抵抗制御、直並列2段組合せ制御
- 制御装置：電磁空気単位スイッチ式
- ブレーキ方式： EL-14AS空気ブレーキ､手動ブレーキ

## ED5050形
ED5010形の登場と同時期の1957年9月に日立製作所にて製造された電気機関車で、車体構造はED5010形初期形とほとんど同じであるが、台枠は車体内に収まっている。
1台車1モーターという当時としては画期的な試みが取り入れられた。この方式は、国鉄EF80形などにも見られる。
しかし、所期の性能が得られなかったこと、構造が複雑でメンテナンスに手間がかかることや故障も多発したため、僅か2両で製造が打ち切られた。1978年11月に新東京国際空港公団所有の私有機関車として製造したED5080形3両が空港完成に伴い、東武鉄道に編入されたことによる車両過剰が発生したため、ED5000形ED5001と共に2両とも廃車となり、ED5052が1981年に開園した東武動物公園に保存されたが、雨ざらしのため車体の傷みが進行し、2002年頃に解体された。
ED5051は杉戸機関区、ED5052は坂戸機関区に配置され、ED5052は後に杉戸機関区に転属となった。

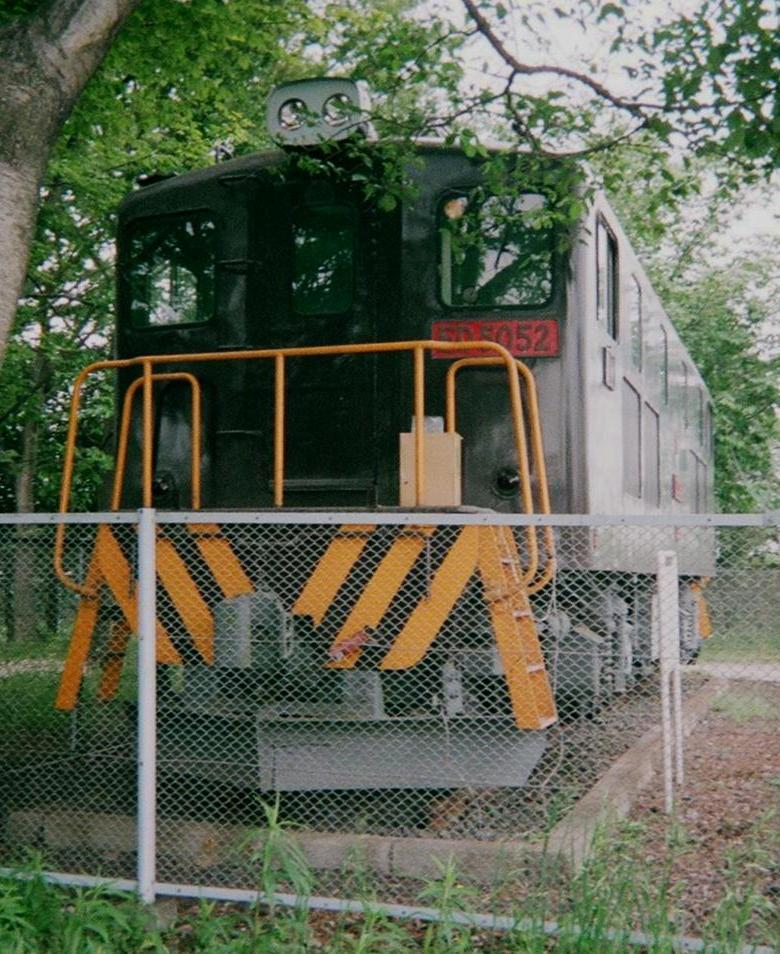
東武動物公園にて保存されていたED5052（1996年撮影）

### 性能諸元
- 全長：12,000mm
- 全幅：2,740mm
- 全高：3,950mm
- 運転整備重量：45.5t
- 電気方式：直流1,500V（架空電車線方式）
- 軸配置：B-B
- 台車形式：CG-1
- 主電動機：HS860A形(330kW)×2基
  - 歯車比：1:4.12
  - 1時間定格出力：660kW
  - 1時間定格引張力：5800kg
  - 1時間定格速度：39.0km/h
  - 最高運転速度：
- 動力伝達方式：歯車1段減速、クイル式
- 制御方式：重連総括制御、抵抗制御、直並列2段組み合わせ制御
- 制御装置：電磁空気単位スイッチ式
- ブレーキ方式：EL14AS空気ブレーキ、手動ブレーキ